# Dietmar Constantini
Dietmar Constantini (Innsbruck, 30 de maio de 1955 – 18 de dezembro de 2024) foi um treinador e futebolista austríaco. 
Constantini foi revelado no clube de sua cidade natal, o Wacker Innsbruck. Após cinco temporadas na equipe onde mais teve destaque durante sua carreira futebolistica, se transferiu para o LASK Linz. Mesmo com um bom desempenho, permaneceu apenas uma temporada, tendo retornado a sua cidade natal, defendendo o Raika Innsbruck. Recebeu uma proposta na temporada seguinte para defender o grego Kavala, sendo aceita. Porém, mesmo tendo feito uma boa temporada, retornou ao seu país, para defender o Union Wels. Ainda passou por Favoritner e Wiener, onde encerrou a carreira.
Na temporada seguinte após encerrar sua carreira, virou assistente do saudita Al-Ittihad, onde ficou por quase três anos. Retornou para à Áustria para continuar na mesma função, mas no Rapid Wien. Após três temporadas no cargo, recebeu uma proposta para treinar a Seleção Austríaca Sub-21. Durante o período de dois anos, foi durante duas vezes interino da equipe principal e, assistente. 
Recebeu uma proposta para treinar a equipe principal do Linzer, mas permaneceu pouco tempo, tendo aceito logo em seguida, uma proposta do Admira Wacker Mödling. Ficou três temporadas no comando, quando saiu para o Tirol Innsbruck, onde permaneceu mais duas, quando assinou com o Mainz 05, da Alemanha. Acabou ficando apenas uma temporada. Tendo ficando durante um período desempregado, virou assistente da Seleção Austríaca durante três anos, quando assumiu interinamente o Rapid Wien e passando em seguida por Kärnten e Superfund (quando acabou sendo efetivado). Retornou ao Austria Wien e, no ano seguinte, assumiu a Seleção Austríaca.
Após histórica derrota por 6 x 2 para a Alemanha, tirando qualquer chance de classificação da Áustria para a Eurocopa 2012, foi anunciado em 7 de setembro de 2011 pela federação austríaca que Constantini não teria seu contrato renovado, deixando a seleção após o término do mesmo. No entanto, Constantini acabou pedindo demissão do comando da seleção em 14 de setembro, a qual foi aceita pelo presidente Leo Windtner. Ao todo, em sua primeira passagem como treinador principal da equipe, esteve no comando da mesma em 23 oportunidades, obtendo sete vitórias, três empates e treze derrotas.

## Morte
Constantini morreu em 18 de dezembro de 2024, aos 69 anos, após anos de sofrimento de demência.